# Walter Fürst

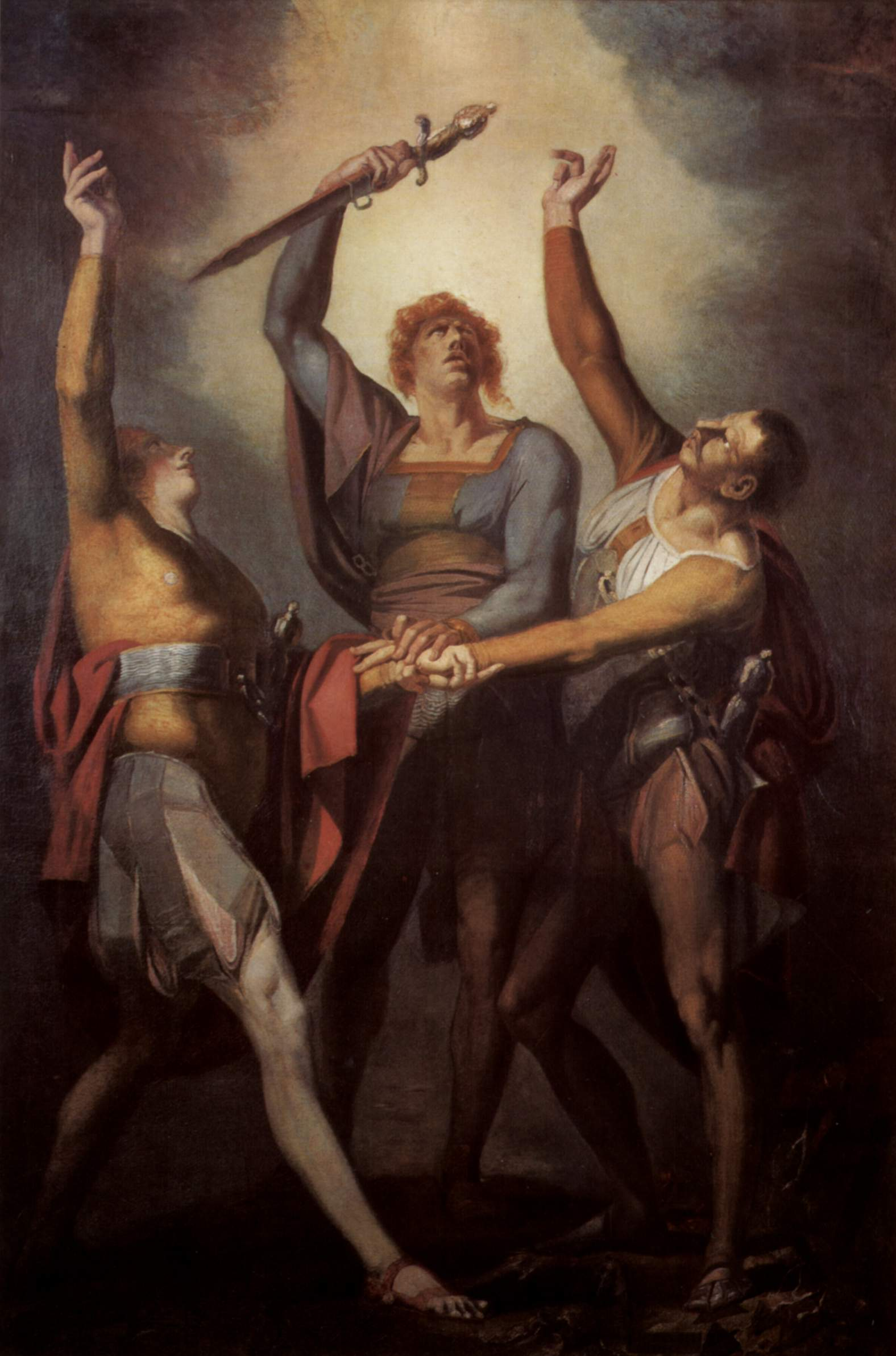
De Rütlischwur, schilderij van Johann Heinrich Füssli, 1780.

Walter Fürst is een van de drie legendarische stichters van de Zwitserse Confederatie, afkomstig uit het kanton Uri. Samen met Arnold von Melchtal (uit het kanton Unterwalden) en Werner Stauffacher (uit het kanton Schwyz) legde hij de Rütlischwur af, een van de stichtingsmythes van Zwitserland.
Volgens het Witte Boek van Sarnen was Walter Fürst een van de drie afleggers van de Rütlischwur. 
Walters vader Konrad had eigendommen in Unterschächen en was een van de stichters van de parochie van Spiringen in 1290. Volgens de encyclopedie van Johann Jacob Leu (1753) woonde Fürst in Attinghausen.
Fürst was een vertrouweling van Werner von Attinghausen, de landammann van het kanton Uri. Tijdens een conflict tussen het kanton Schwyz en de abdij van Einsiedeln werd Fürst in 1313 als gijzelaar genomen. Hij kwam weer vrij in 1315. Hij was boerenleider tijdens de Slag bij Morgarten in datzelfde jaar.

## Trivia
- Walter Fürst is een personage in het toneelstuk Willem Tell van Friedrich Schiller.
- In de film Die Entstehung der Eidgenossenschaft uit 1924 wordt de rol van Walter Fürst vertolkt door Joseph Imholz.[1]

- Gemeinsame Normdatei: 1069802867
- Historisch woordenboek van Zwitserland: 015522
- Virtual International Authority File: 315566425